# Coon card

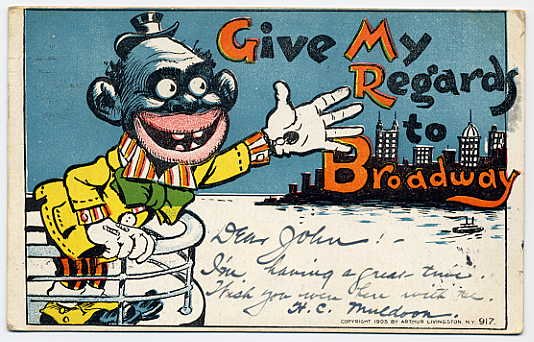
Una coon card del 1900 inviata da New York

Le coon cards erano delle cartoline illustrate o dei biglietti d'auguri razzisti venduti negli Stati Uniti nel XIX e XX secolo. Il termine "coon" è l'abbreviazione in inglese di "racoon" ovvero del procione, ed era utilizzato in modo dispregiativo verso gli afroamericani. Venivano utilizzate per inviare saluti per le vacanze, pettegolezzi di quartiere, preoccupazioni per i propri cari ammalati e dichiarazioni d'amore.
La cartoline ebbero un enorme successo sia come mezzo per la corrispondenza che come oggetti da collezione e sono rimaste fonti preziose per gli storici culturali sia in forma epistolare, sia per la raccolta di immagini, incluse a causa delle illustrazioni che riflettono le idee e le norme sociali della cultura popolare; le coon cards venivano prodotte dai bianchi americani e si servivano di una serie di stereotipi sugli afroamericani comuni ai media dell'epoca. La caricatura inoltre faceva parte del fascino popolare delle cartoline poiché "il contenuto delle immagini era chiaramente guidato dalle forze del libero mercato, piuttosto che dall'intenzione di presentare una rappresentazione accurata di persone, luoghi o cose". Ad esempio, i bambini venivano in genere raffigurati come piccoli pickaninnies che mangiavano angurie o venivano usati come esche per alligatori, mentre gli adulti venivano rappresentati come intellettualmente e moralmente inferiori ai bianchi e venivano associati al cakewalk, al pollo fritto, al cotone, alla mancanza di coscienza, alla pigrizia, all'essere licenziosi, alla promiscuità sessuale, alla violenza domestica, al gioco d'azzardo, all'alcolismo e al cannibalismo.
Le coon cards, che erano rappresentative degli atteggiamenti razziali generali dell'epoca, trasmettevano e perpetuavano idee sull'aspetto, il comportamento e l'identità complessiva dei neri raffigurandoli come bestie simili alle scimmie. Gli afroamericani venivano raffigurati con mascelle e menti sporgenti che ben si adeguavano al loro basso status sociale, seconda una gerarchia razziale pseudoscientifica delineata da Petrus Camper, ed arti allungati ed estremità corporee ingrossate che contribuirono alla "bestializzazione" dei neri nelle immagini da cartolina dell'era delle coon cards.
Di queste coon card, i bianchi ne hanno tratto beneficio mentre invece danneggiato i neri, promuovendo un senso di solidarietà all'interno del gruppo tra i bianchi e di superiorità sociale rispetto a un altro gruppo etnicamente diverso.

## Galleria d'immagini

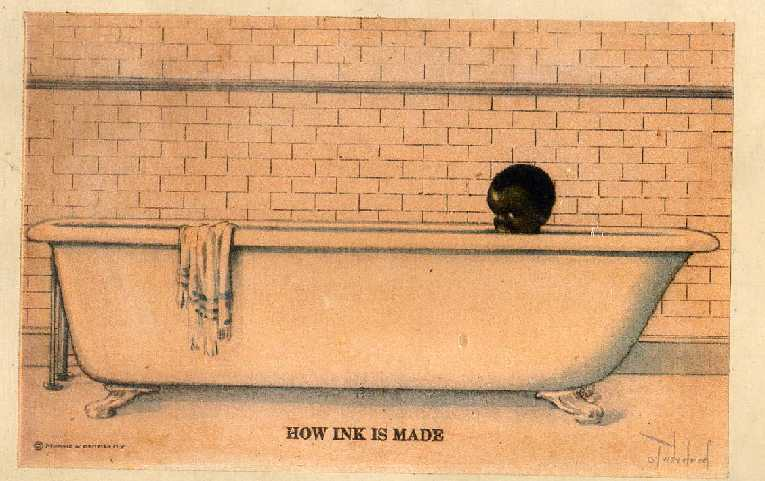
Una cartolina razzista del 1900 che raffigura un bambino nero in una vasca da bagno con la didascalia «how ink is made» (come si fa l'inchiostro)
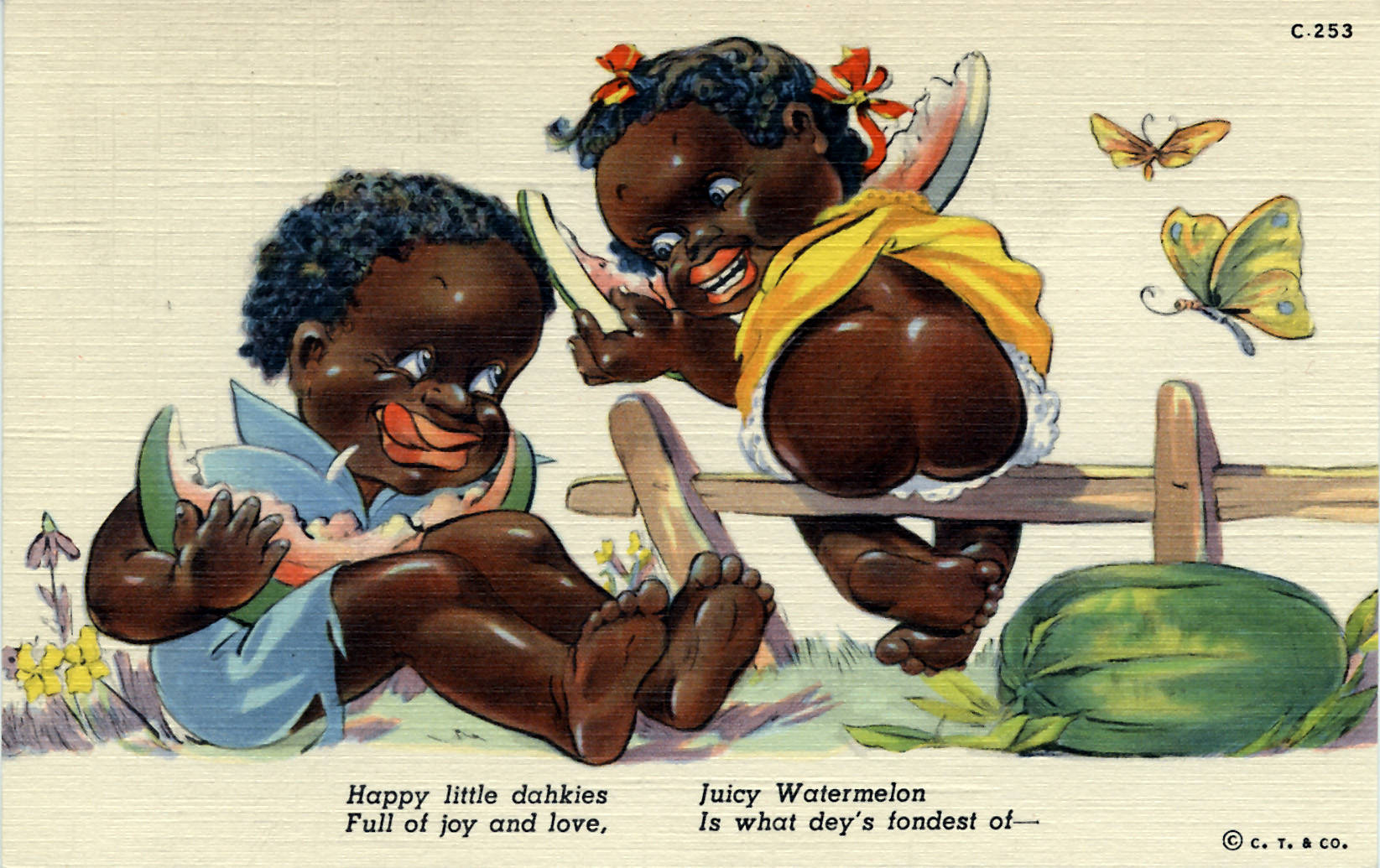
Happy little Dahkies
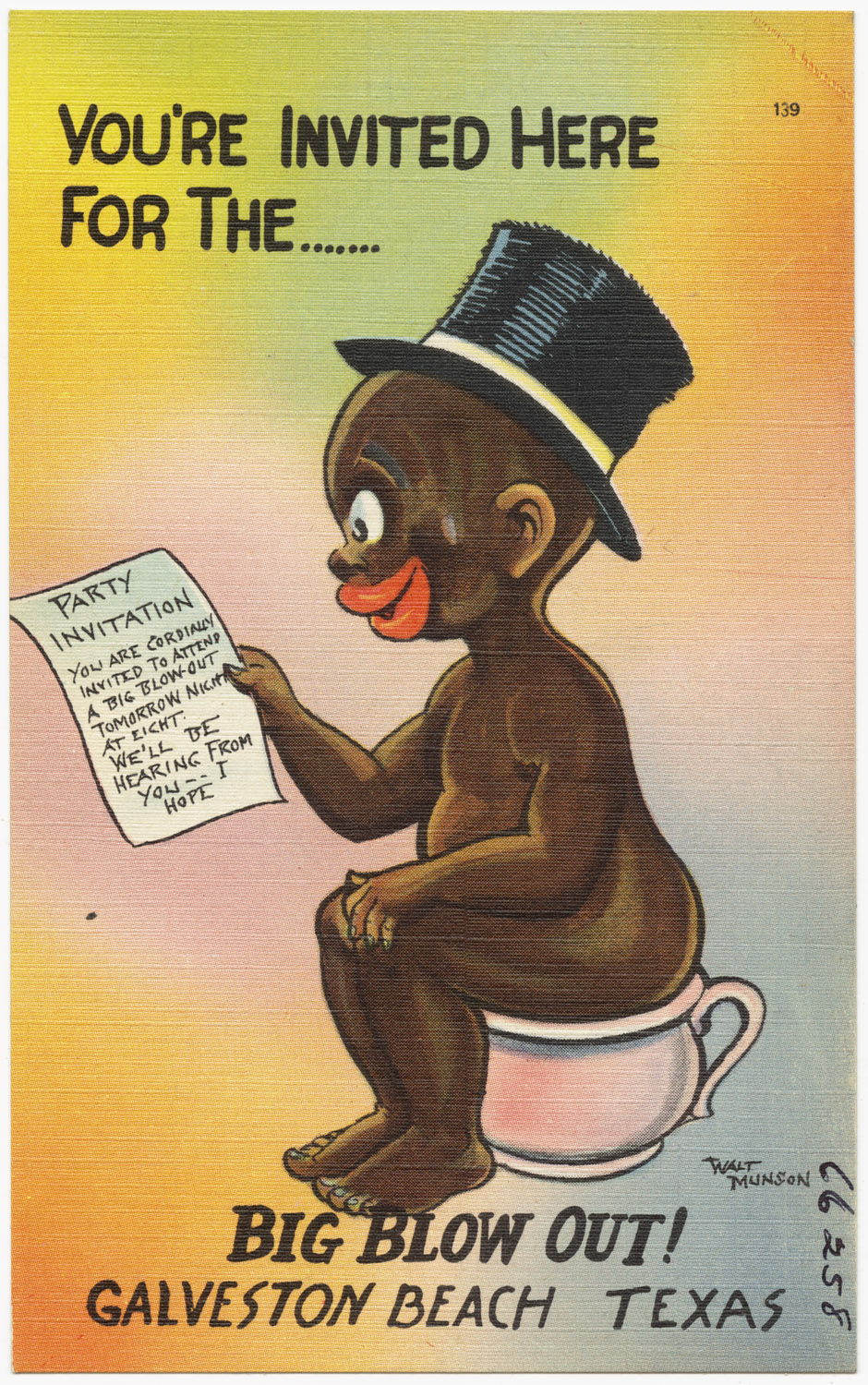
Cartolina che recita: «siete invitati qui per il [...] grande evento! Galveston Beach, Texas»
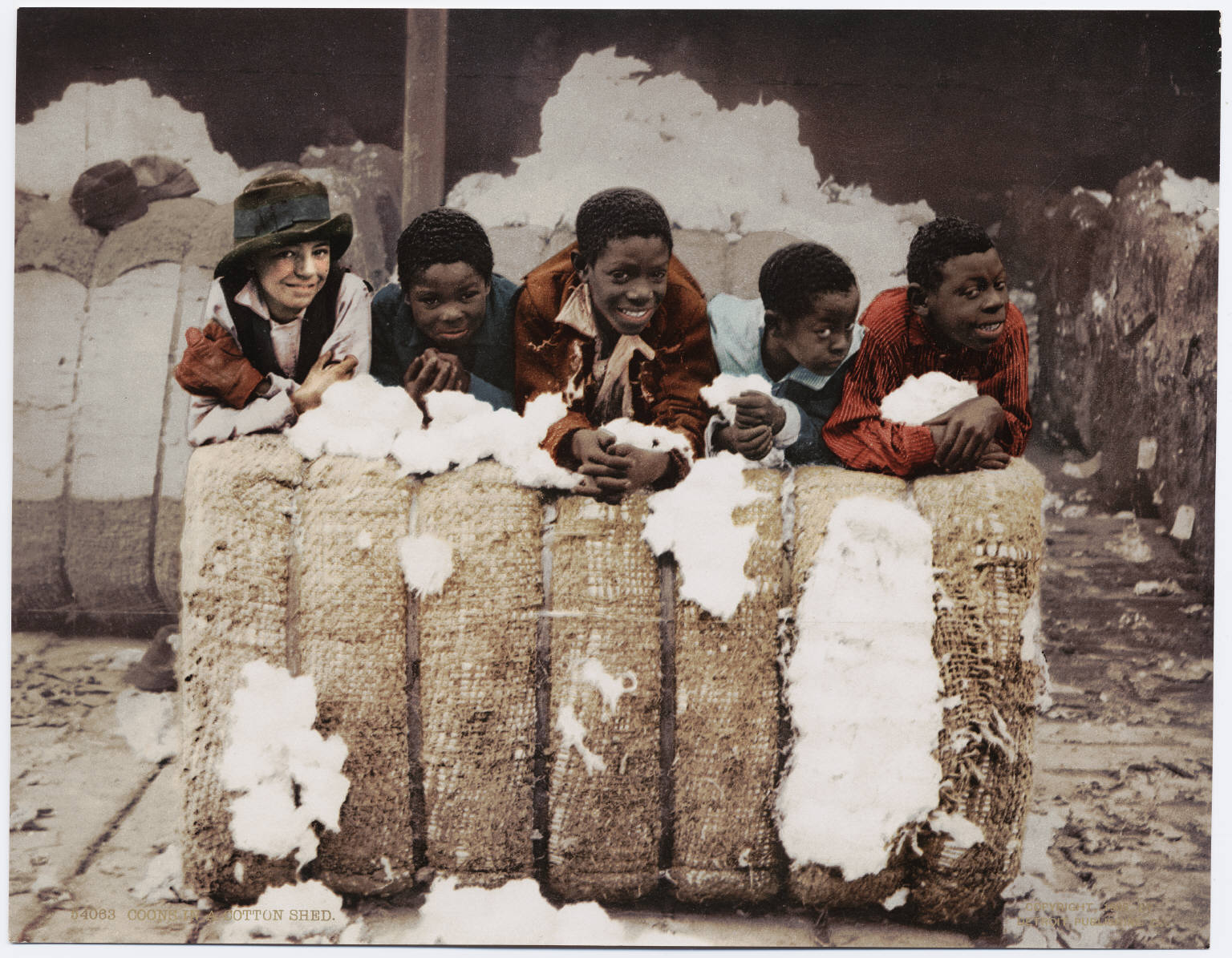
Una cartolina fotocromatica pubblicata dalla Detroit Photographic Company, con la didascalia «Coons in a cotton shed» (Coons in un capannone di cotone)
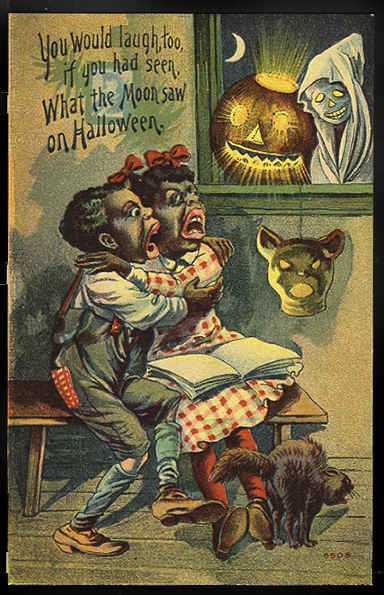
Un biglietto di Halloween pieghevole agli inizi del 1900 che recita: «you would laugh too, if you had seen, what the moon saw on Halloween» (rideresti anche tu se avessi visto ciò che la luna vide ad Halloween)